# Cannabis indica
Cannabis indica is een eenjarige plant uit de Cannabaceae familie uit het geslacht Cannabis en oorspronkelijk afkomstig uit Afghanistan. Of Cannabis indica als zelfstandige soort of als ondersoort van Cannabis sativa gezien moet worden is punt van discussie. Cannabis indica heeft als andere hennepsoorten tal van gebruiksmogelijkheden.
De plant staat bekend om het hoge gehalte aan zowel tetrahydrocannabinol (THC), als aan cannabidiol (CBD) waarmee het een gewilde wietleverancier is voor medicinale cannabis.
90% van de wiet op de markt heeft een indica-afstamming. Pure sativa is een echte zeldzaamheid. Hybriden domineren de markt en in toenemende mate Cannabis ruderalis-hybriden.

## Kenmerken
Cannabis indica is over het algemeen kort en gedrongen met donkergroene brede bladeren. Pure indica-erfstukken uit Afghanistan hebben misschien wel de grootste invloed gehad op de hedendaagse cannabiscultuur. De dichte toppen, zijn een erfelijke indica-eigenschap.
Indica-planten zijn doorgaans erg vertakt met een korte intermodale afstand, waardoor ze bij uitstek geschikt zijn voor binnenteelt.
Misschien wel het meest onderscheidende kenmerk van Cannabis indica-planten zijn de bladeren. Die 3, 5 of soms 7 dikke vingers zijn de nummer één indicatie van de aanwezigheid van indica-planten in de kweekruimte. Cannabis sativa daarentegen is meestal een lichtere tint groen met veel slankere vingers.
Tijdens de bloei strekken indica-planten zich veel minder uit dan sativa-planten. Buiten is het ongebruikelijk dat pure indica-planten groter worden dan 2 meter en binnen is 1 meter of minder de norm. indica-soorten hebben de neiging om zich wijd uit te spreiden als een struik met krachtige vertakkingen. Sativa's hebben de neiging verticaal omhoog te rennen als een wijnstok.